# Romancing the Stone
Romancing the Stone (bra: Tudo por uma Esmeralda; prt: Em Busca da Esmeralda Perdida) é um filme norte-americano de 1984, do gênero aventura, dirigido por Robert Zemeckis. O filme é estrelado por Michael Douglas, Kathleen Turner e Danny DeVito, e foi seguido por uma sequência de 1985 intitulada The Jewel of the Nile. O roteiro de Romancing the Stone tinha sido escrito cinco anos antes por uma garçonete de Malibu chamada Diane Thomas no que acabaria sendo seu único roteiro. Ela morreu em um acidente de carro com seu namorado logo após o lançamento do filme em um Porsche que ela ganhou de Michael Douglas por ter criado a história.
A frase "romancing the stone", usada como título original do filme, é na verdade um jargão muito usado entre os joalheiros, se referindo ao processo de preparar uma gema para ser utilizada em uma joia.
Os especialistas do estúdio esperavam que Romancing the Stone fracassasse (ao ponto de, depois de assistir a um corte grosseiro do filme, os produtores do então em desenvolvimento Cocoon demitirem Zemeckis como diretor do filme), mas o filme se tornou um sucesso surpreendente. Tornou-se o "único grande sucesso" da 20th Century Fox em 1984. Zemeckis afirmou mais tarde que o sucesso de Romancing the Stone lhe permitiu fazer Back to the Future, que foi um sucesso ainda maior. Romancing the Stone ganhou mais de US$86 milhões em todo o mundo nas bilheterias. Também ajudou a lançar Turner ao estrelato, reintroduziu Douglas ao público como um líder capaz e deu a Zemeckis seu primeiro sucesso de bilheteria. Após o lançamento de Romancing the Stone, as comparações com Raiders of the Lost Ark eram inevitáveis.
Romancing the Stone foi bem recebido pelos críticos, e é considerado por alguns como um dos melhores filmes de 1984. Ele possui um índice de aprovação de 86% com uma média de 7.3/10 no Rotten Tomatoes, baseado em 49 comentários. O consenso crítico do site diz: "Romancing the Stone remonta aos clássicos seriados de sábado de manhã com uma aventura repleta de ação, animada pela química cintilante entre seus protagonistas bem combinados".

## Sinopse
Uma escritora solitária gasta seu tempo escrevendo e fantasiando o homem perfeito. Mas sua vida muda de rumo quando ela viaja para resgatar sua irmã, sequestrada, e se descobre procurando um tesouro com o homem de seus sonhos.

## Elenco principal
- Michael Douglas como Jack Colton
- Kathleen Turner como Joan Wilder
- Danny DeVito como Ralph
- Zack Norman como Ira
- Alfonso Arau como Juan
- Manuel Ojeda como Colonel Zolo
- Holland Taylor como Gloria
- Mary Ellen Trainor como Elaine Wilder
- Eve Smith como Mrs. Irwin
- Joe Nesnow como Super
- José Chávez como Santos
- Evita Muñoz "Chachita" como Hefty Woman
- Camillo García como Bus Driver
- Rodrigo Puebla como Bad Hombre
- Paco Morayta como Hotel Clerk
- Kymberly Herrin como Angelina
- Bill Burton como Jesse Gerrard
- Ted White como Grogan

## Produção
Burt Reynolds, Clint Eastwood, Sylvester Stallone, Paul Newman e Christopher Reeve foram considerados para o papel de Jack Colton e Debra Winger como Joan Wilder.
Locais de filmagem de Romancing the Stone incluiram Veracruz, México (Forte de San Juan de Ulúa); e Huasca de Ocampo, no México. Partes do filme também foram filmadas em Snow Canyon, Utah. A cena em que Turner e Douglas se separaram em bancos opostos em um rio de águas brancas, cerca de dois terços do filme, foi filmado no Rio Antigua, perto da cidade de Jalcomulco, Veracruz.
Turner disse mais tarde sobre a produção do filme: "Eu me lembro de terríveis discussões com Robert Zemeckis fazendo Romancing. Ele é um graduado em cinema, fascinado por câmeras e efeitos. Eu nunca senti que ele soubesse o que eu estava tendo que fazer para ajustar minha atuação para algumas de suas câmeras malditas - às vezes ele coloca você em posturas ridículas. Eu diria: 'Isso não está me ajudando! Não é assim que eu gosto de trabalhar, obrigada!'". Apesar de suas dificuldades com Zemeckis, Turner continuaria a trabalhar com o diretor, lançando-a como a voz de Jessica Rabbit em 1988, em Who Framed Roger Rabbit.
Em seu livro de memórias Send Yourself Roses: Thoughts on My Life, Love, and Leading Roles, Turner comentou que "Por um tempo, tinha certeza de que estava me apaixonando pelo Michael (Douglas). E eu acho que ele estava se apaixonando por mim. (...) Naquele momento, eu não estava num relacionamento, e Michael e Diandra (Luker), sua mulher na época, estavam separados. Achei que não tinha problema, que estaria tudo bem. Aí a Diandra apareceu (nas filmagens de Romancing the Stone) querendo se reconciliar. Vi que Michael não estava livre para um relacionamento. Não podíamos engatar um romance. Mas mantivemos a amizade".

## Prêmios e indicações

### Indicações
- Óscar
  - Oscar de melhor montagem: Donn Cambern, Frank Morriss[6]

- Editores de Cinema Norte-americanos
  - Melhor Longa-Metragem Editado - Donn Cambern, Frank Morriss

- Prêmio Writers Guild of America de Melhor Roteiro Original - Diane Thomas

### Prêmios
- Golden Globe Awards[28]
  - Melhor filme de comédia ou musical[29]
  - Melhor atriz de comédia ou musical: Kathleen Turner[29][6]

- Prémios Los Angeles Film Critics Association
  - Los Angeles Film Critics Association Award de melhor atriz> Kathleen Turner

- Golden Reel Award de Melhor Edição de Som - ADR

## Em outras mídias

### Livros
A romantização de Romancing the Stone foi creditada a Joan Wilder, embora (juntamente com uma romantização do filme, The Jewel of the Nile) tenha sido escrita por Catherine Lanigan.

## Sequências
O sucesso de Romancing the Stone também levou a uma seqüência em 1985 que foi igualmente bem sucedida comercialmente, The Jewel of the Nile, sem Zemeckis no comando, mas com Douglas, Turner e DeVito todos retornando. Outra sequência, chamada The Crimson Eagle, nunca passou da fase de desenvolvimento. Esta sequência ainda não produzida teria visto Jack Colton e sua parceira Joan Wilder levarem seus dois filhos adolescentes para a Tailândia, onde eles seriam chantageados para roubar uma estátua inestimável. DeVito reuniu Douglas, Turner e ele mesmo em seu filme de 1989, The War of the Roses.
Em 2005 e novamente em 2008, Michael Douglas estava trabalhando em uma segunda sequência de Romancing the Stone, intitulada Racing the Monsoon, embora não tenha havido mais desenvolvimentos nos últimos anos. As filmagens aconteceriam na India e teria a direção de Steven Carr. A única atriz confirmada na ocasião era Aishwarya Rai de Bollywood, como a principal personagem feminina.
Desde 2007, a 20th Century Fox considerou um remake de Romancing the Stone com a possibilidade de um "reboot" de uma série. Os papéis de Jack Colton e Joan Wilder seriam preenchidos por Taylor Kitsch ou Gerard Butler e Katherine Heigl. Em 2011, o remake foi re-trabalhado como uma série de televisão.